# Rivière Snake (Muskrat)
La rivière Snake est une rivière du bassin versant de la rivière des Outaouais situé dans le comté de Renfrew, en Ontario, au Canada.

## Cours
La rivière prend sa source au lac Doré (en) dans le canton d'Algona Nord-Wilberforce (en). Elle coule vers l'est sous la route 41 de l'Ontario, puis vers le sud après la communauté de Lake Dore . Il tourne ensuite vers l'est, emprunte l'affluent droit du ruisseau Mink, traverse le marais Upper Osceola et atteint la communauté d'Osceola dans le canton de Admaston-Bromley (en). Il se dirige vers le nord à travers le marais de la rivière Snake, un site proposé de réserve de conservation provincial, puis s'écoule vers l'est à travers la communauté de Snake River dans le canton de Whitewater Region sous la route 17 de l'Ontario, et atteint son embouchure au lac Muskrat sur la rivière Muskrat. La rivière Snake coule via la rivière des Outaouais jusqu'au fleuve Saint-Laurent.

## Affluents
- Mink Creek (droite)